# Нагрудный значок «Отличник кинематографии СССР»
Нагру́дный значо́к «Отли́чник кинематогра́фии СССР» — советская ведомственная награда, учреждённая Государственным комитетом СССР по кинематографии и Центральным комитетом профсоюза работников культуры, вручавшаяся работникам киноотрасли, а также работникам других предприятий и организаций, способствовавших развитию советской кинематографии.

## История значка
Награждение нагрудным значком являлось одной из форм поощрения рабочих и служащих за особые трудовые заслуги. Ещё в конце 1930-х годов Комитет по делам кинематографии при СНК СССР, Министерство культуры СССР и Центральный комитет профсоюза работников культуры проводили награждения знаком «Отличнику кинематографии». Так, за высокие производственные показатели по освоению новых видов продукции в 1939 году знаком наградили сразу 20 стахановцев Переславской фабрики киноплёнки № 5. 
Известно о награждениях значком в 1950—1980 годах,  отличниками кинематографии становились разные представители киноотрасли — от киномехаников в сельской местности до руководителей крупных кинопредприятий, к примеру, Б. Н. Коноплёв, главный инженер «Мосфильма». Награждаемым выдавались номерные удостоверения к нагрудному значку. Вручение значка проходило на собраниях трудовых коллективов.
Последнее по времени положение № 218/03-117 о нагрудном значке «Отличник кинематографии СССР» введёно решением Госкино СССР и Центрального комитета профсоюза работников культуры 12 июля 1979 года (с изменениями и дополнениями, внесёнными решением Госкино СССР № 72, Центрального комитета профсоюза работников культуры № 64 от 26 марта 1981 года).

## Описание нагрудного значка
От первоначального овального варианта конца 1930-х годов значок претерпел существенные изменения: на прямоугольном поле, покрытом красной эмалью, в левом верхнем углу изображён кадр киноплёнки с лавровой ветвью, ниже золочёная надпись «Отличник кинематографии СССР».
В центре оборотной стороны булавочное крепление, также стоит клеймо завода изготовителя — ММД (Московский монетный двор).
Размер нагрудного значка — 19x29 мм, вес — 2,2 г., алюминий, штамповка.

## Права и льготы
Помимо права награждённого «на внеочередное получение билетов на сеансы в кинотеатры» (в соответствии с п. 8 Положения о нагрудном значке «Отличник кинематографии СССР»), значок служит основанием для присвоения звания «Ветеран труда» (согласно Письму Минсоцзащиты России и Минтруда России от 10 ноября 1995 года /4276/1-30 «О ведомственных знаках отличия в труде, учитываемых при присвоении звания „Ветеран труда“»).

## Комментарии
1. ↑  Одним из награждённых значком «Отличнику кинематографии» в 1938 году был Б. Н. Коноплёв, тогда главный инженер киностудии «Союздетфильм»[1].
2. ↑  Все награждённые рабочие и инженерно-технические работники Переславской фабрики были также премированы месячным окладом[4].